# Coral Cardonina
La Coral Cardonina és un cor musical de Cardona fundat l'any 1958.
Des de l'inici, ha mantingut un fort vincle amb la parròquia de Cardona, la seva seu i on es celebren anualment les principals festes del calendari litúrgic amb les seves actuacions musicals. Durant aquests anys d'activitat, ha cultivat un repertori que es complementa amb la recuperació de composicions de l'antic arxiu musical de la parròquia cardonina. Després de la mort de Mossèn Casafont, que havia estat 54 anys al capdavant de l'entitat, el musicòleg Ovidi Cobacho Closa en va assumir la direcció l'any 2013.
Des de l'any 2013, l'entitat ha promogut la creació del certamen de cant coral anual Cardona Canta, la creació d'un oratori sobre La Passió a partir del fons musical dels arxius cardonins i la reconversió del Tradicional Concert de Santa Cecília en el Memorial Josep M. Casafont. Ha realitzat concerts i esdeveniments musicals a Cardona, com la visita de l'Orfeó Català dins els actes del Tricentenari (2014), el Rèquiem de Mozart —a càrrec del Cor i l'Orquestra de l'Unesco (2016)— o bé la producció El cant d'un poble —amb la Banda de Música de Cardona i diversos cors de la comarca—, que va cloure amb un concert al Teatre Kursaal de Manresa (2014).
L'any 2018, va celebrar el seu 60è aniversari amb un calendari d'actes que va incloure la celebració de l'exposició antològica Coral Cardonina, 60 anys d'art, cultura i tradició, dins dels actes de la Festa Major de Cardona. Durant el confinament decretat per l'Estat d'Alarma, amb motiu de la pandèmia de la Covid-19, l'entitat va contribuir a dinamitzar l'activitat musical, a través de les xarxes socials, amb la creació d'un cicle musical en línia.